# Câmpuri
Câmpuri è un comune della Romania di 3 958 abitanti, ubicato nel distretto di Vrancea, nella regione storica della Moldavia. 
Il comune è formato dall'unione di 5 villaggi: Câmpuri, Fetești, Gura Văii, Rotileștii Mari, Rotileștii Mici.